# Matila Ghyka
Matila C. Ghyka (n. 13 septembrie 1881, Iași, Principatele Unite – d. 14 iulie 1965, Londra, Anglia, Regatul Unit) a fost un ofițer de marină, diplomat, estetician, scriitor, matematician, inginer și istoric român. A intrat în diplomație în 1909, ajungând la rangul de ministru plenipotențiar. A demisionat din serviciul diplomatic după numirea generalului Ion Antonescu ca prim-ministru.
După război a fost profesor de estetică la două universități din Statele Unite ale Americii. Este cunoscut îndeosebi pentru lucrările sale privitoare la secțiunea de aur și proporțiile ideale în artă și în natură.

## Copilăria și studiile
Tatăl său, Matila Costiescu, a fost ofițer, calitate în care a luptat în Războiul de Independență, ca sublocotenent în Regimentul al 3-lea de artilerie. După luptele de la Plevna a fost decorat de țarul Alexandru al II-lea al Rusiei cu Ordinul Sfântul Gheorghe, clasa IV-a. Bunicul său a fost colonelul de artilerie Anton Costiescu. În 1855-1856 Carol Davila îl însărcinase pe sublocotenentul Anton Costiescu cu predarea Istoriei medicinii la nou înființata Scoală de Chirurgie din București. În noaptea de 11 februarie 1866, când avea gradul de căpitan, Anton Costiescu fusese unul din cei trei ofițeri care s-au dus la domnitorul Alexandru Ioan Cuza, silindu-l să semneze actul de abdicare.. Ulterior se distinsese inventând un echer grafometru sau cuadrant de campanie pentru reglarea tirului. Colonelul Costiescu era și un francmason activ fiind inițiatorul reconstituirii Marii Loji Naționale a României. Anton Costiescu  a fost membru al lojii masonice „Înțelepții din Heliopolis” din București.
Mama sa era Maria Ghyka [n. 1860], fiica beizadelei Constantin Ghyka (1828-1874), fiul cel mare al ultimului domnitor al Moldovei înainte de unirea Principatelor, Grigore al V-lea Ghica, și al Ecaterinei (Catița) Balș (1835-1913). Așadar, Matila Ghyka a fost strănepotul, din partea mamei, al lui Grigore Alexandru Ghica, care ca domnitor al Moldovei a fost  denumit Grigore  al V-lea Ghica, ultimul domnitor al Moldovei (1854-1856), înainte de Unirea Principatelor.
Mezalianța dintre Maria Ghyka și Matila Costiescu a fost încheiată în grabă și desfăcută în fapt tot așa, având în vedere că părinții săi au divorțat pe când Matila avea 4 ani.  Copilului i s-a dat prenumele tatălui, el fiind numit de la început Matila Costiescu, (alte păreri nu sunt susținute de dovezi, în dosarul personal de la Arhivele Diplomatice ale ministerului de externe, existând o copie legalizată a certificatului de naștere) înfiat de Grigore Ghika (1867-1940), frate vitreg mai mic al mamei sale, care n-a avut copii în viață. El a fost crescut de mama sa în casa bunicii sale Ecaterina Ghyka, născută Balș, petrecând majoritatea timpului la Iași și stând în timpul verii și toamna la conacul familiei Balș de la Dumbrăveni, localitate din Bucovina. Învață franceza în familie și germana cu guvernante bucovinene. Mai târziu, Matila a fost adoptat de  Grigore Ghyka, amintitul frate vitreg   al mamei sale, pe care l-au întîlnit prima dată pe timpul studiilor pariziene și care i-a dat numele și titlul de prinț (detalii despre numeroasa familie Ghyka precum și despre locurile unde a trăit prințul român, se pot găsi în lucrările profesorului Mihai Sorin Rădulescu).
În septembrie 1891 Matila Ghyka pleacă la Paris cu mama sa, fiind înscris ca intern la școala “Sainte Anne” din Saint Ouen (o suburbie a Parisului) a ordinului catolic Saint François de Sales, scoală de nivel liceal, cu condiția  strictă ca el să nu fie convertit la catolicism. După un an, Maria Ghika afla că fiul ei trecuse la catolicism. Deși mama sa se instalase la Paris, fiind intern, Matila o vedea de obicei doar în zilele de Duminică. În 1895 se decide să urmeze o carieră de ofițer de marină și se înscrie la Colegiul Maritim din insula Jersey din Insulele Anglo-Normande. Colegiul era organizat de călugării iezuiți, care fuseseră obligați să părăsească teritoriul Franței în urma noii legi din 1880 privitoare la laicizarea învățământului francez. Deși situată pe un teritoriu sub administrația coroanei britanice, școala era specializată în pregătirea candidaților pentru o carieră în marina militară franceză. Astfel, pe lângă faptul că școala își urma programa de învățământ pentru examenul de bacalaureat, ea punea accentul pe cursuri solide de matematică, istorie și cultură franceză precum și de limba engleză, discipline esențiale pentru admiterea în Școala Navală. În 1897, Matila Ghyka este admis, la limita minimă de vârstă, ca elev-aspirant la Școala Navală Franceză din Brest, instituție de rang universitar, transcrisă uneori ca Academia Navală.

## Cariera de ofițer de marină
În 1899 Matila Ghyka termină Școala Navală și dorește să se angajeze în marina românească, dar nu avea vârsta legală de 19 ani, astfel că are aprobarea de a se angaja un an în marina franceză cu gradul de aspirant, primul grad de ofițer în marina militară, fiind repartizat pe fregata "Iphigénie", o fregată cu pânze, dotată și cu un motor auxiliar. Comandantul navei era Henri-Louis Manceron, (1848-1917), avansat ulterior la rangul de contra-amiral, șef de stat major al marinei militare franceze.
Prima misiune a fregatei a fost o călătorie în Martinica unde nava a staționat timp de trei luni în portul Saint Pierre pentru paza insulei. În memoriile sale, Matila Ghyka descrie în mod pitoresc orașul și viața societății creole din orașul Saint Pierre, care a fost complet distrus ca urmare a erupției vulcanului Pelée din 1902. La întoarcere, fregata “Iphigénie” participă la manevrele escadrei de nord a marinei franceze în largul insulei Oléron continuându-și călătoria până la Boulogne-sur-Mer, înainte de a ancora în rada portului Brest, la 1 august 1900.

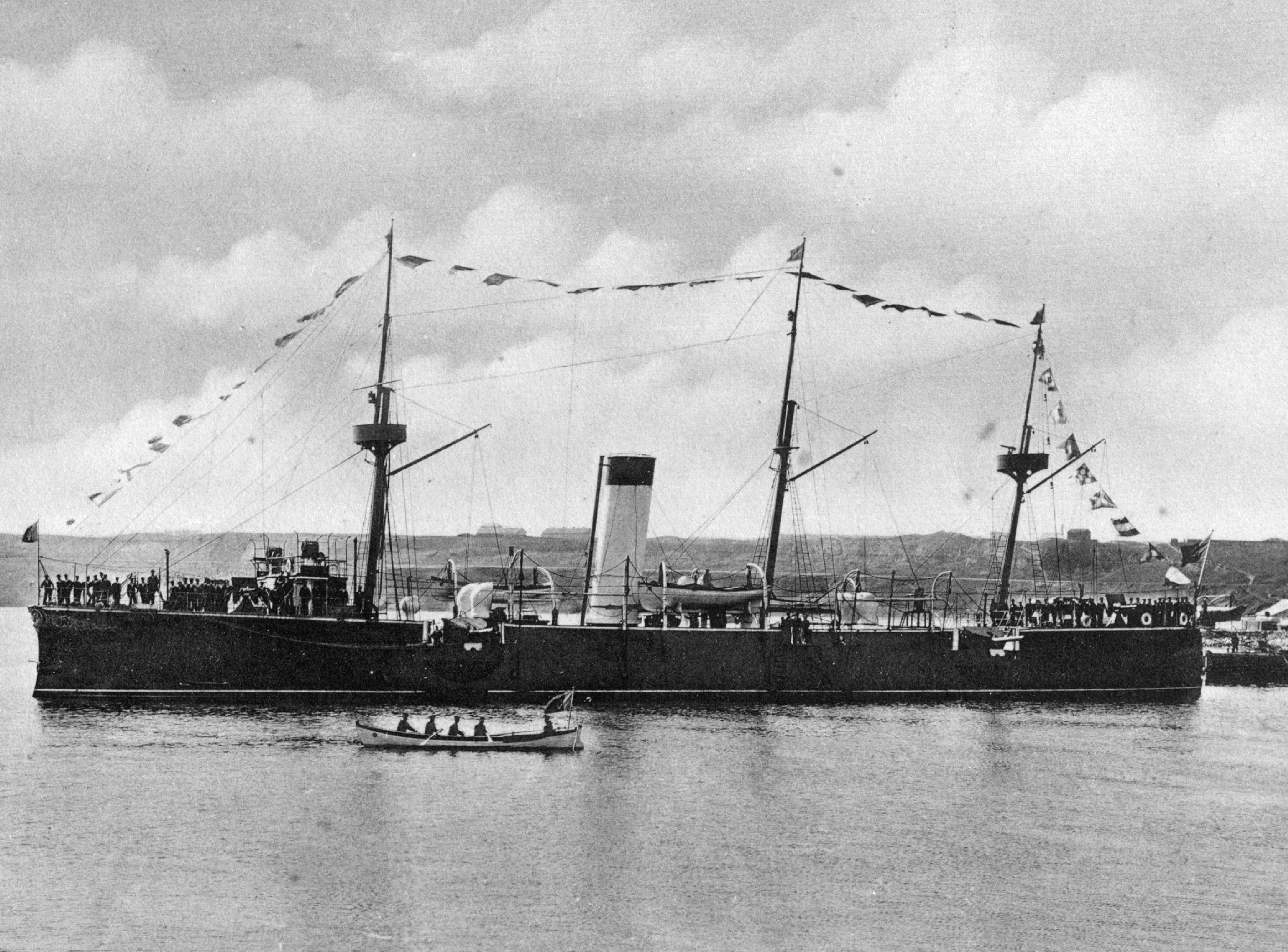
Crucișătorul Elisabeta pe care a servit Matila Ghyka în 1900-1901

Ion Lahovari, ministrul Afacerilor Externe al României și  prieten al familiei Ghyka, îl ajută când s-a  întoars în țară  să se înroleze în marina militară română. La 1 octombrie 1900, Matila Ghyka se prezintă la Constanța, fiind repartizat pe crucișătorul „Elisabeta”, singurul crucișător al marinei române. În memoriile sale, Ghyka se plânge de inactivitatea marinei, crucișătorul stând în cea mai mare parte a timpului ancorat la chei. În anul următor, Matila Ghyka este mutat la cererea sa la Flotila de Dunăre la Galați, unde cam un trimestru vara ia comanda unei canoniere, a cărei misiune era de a supraveghea situația de pe ostrovul Bujor de pe Dunăre, în apropiere de Zimnicea, ostrov care în acea vreme era disputat de Bulgaria și România. Conflictul a fost rezolvat în urma schimbării cursului Dunării, care a avut drept consecință alipirea ostrovului de malul românesc.
Matila Ghyka a fost apoi detașat la „Școala de Mine și Torpile” a marinei militare române, care, în timpul verii, funcționa la Mahmudia, ceea ce i-a dat prilejul să cunoască frumusețile Deltei Dunării și ale Lacului Razim.
În 1904 Matila Ghyka se hotărăște să-și continue studiile și obține un concediu în acest scop. El pleacă din nou la Paris înscriindu-se la „École supérieure d'électricité” – Supélec (Școala superioară de electricitate). Școala, care face parte din grupul de instituții de învățământ superior cunoscut sub numele de „Grandes Écoles”, fusese înființată în 1894 de Société Internationale des Électriciens (Societatea Internațională a Electricienilor) – în prezent, Société des Électriciens et des Électroniciens – SEE (Societatea Electricienilor și Electroniștilor) din Franța și este considerată una din cele mai prestigioase și selective școli ale învățământului tehnic din Franța. Fiind absolvent al Școlii Navale, o parte din examenele sale au fost echivalate și Matila Ghyka a reușit să treacă restul examenelor necesare în cursul unui an, obținând diploma de inginer electrician în 1905.
În timpul acestor studii, Matila Ghyka a început să se preocupe de problema influenței vieții asupra legilor fizice care descriau comportarea materiei neînsuflețite. El a avut prilejul să-și discute părerile cu Gustave Le Bon, sociolog și cercetător științific francez. Cunoscut în special pentru studiile sale în domeniul științelor sociale, Le Bon se precupase și de problema echivalenței dintre masă și energie, publicând diferite lucrări asupra acestui subiect la începutul secolului al XX-lea. Matila Ghyka i-a expus lui Le Bon teoriile sale asupra interpretării celui de al doilea principiu al termodinamicii, ținând seama de diferența transcendentală dintre materia anorganică și cea organică. Gustave Le Bon a declarat că problema îl depășea, dar a cerut părerea lui Henri Poincaré, una din somitățile științifice ale vremii. Deși Poincaré considerase că punctul de vedere al lui Matila Ghyka era corect, acesta nu a reluat decât mult mai târziu și dintr-o altă perspectivă preocupările sale cu privire le diferența dintre materia vie și cea neînsuflețită. Este totuși de amintit că ipoteza pe care Ghyka i-o enunțase lui Le Bon, a fost emisă și dezvoltată mai târziu de alți cercetători ca James Johnstone în lucrarea „Mecanismul vieții”  și de Raymond Ruyer în volumul „Elemente de psiho-biologie”.
La întoarcerea în țară, Matila Ghyka s-a prezentat la Ministerul de Război, unde generalul Iacob N. Lahovari (Jacques Lahovary), care era ministru interimar la acest minister, l-a numit profesor de torpile și de electricitate la școala de ofițeri de marină de la Constanța.
În anul următor, principele moștenitor Ferdinand și principesa Maria au decis să facă o croazieră pe Marea Neagră. În acest scop, vasul de linie Regele Carol al Serviciului Maritim Român a fost echipat ca yacht regal. Matila Ghyka și colegul său locotenentul Dan Zaharia au fost numiți aghiotanți ai principelui Ferdinand, fiind însărcinați să-l însoțească în croazieră. În cursul călătoriei yachtul s-a oprit la Ialta, unde principele Ferdinand și principesa Maria l-au vizitat pe Marele Duce Aleksei Aleksandrovici.
La întoarcerea din croazieră, comandorul Petre Demetriade, directorul Marinei din Ministerul de Război, l-a numit pe Matila Ghyka șef al Serviciului tehnic al marinei, nou înființat.

Steaua ordinului Leului și al Soarelui, conferită lui Matila Ghyka de Șahul Persiei Mozaffar al-Din Shah Qajar

## Călătoria în Persia
În 1906, regele Carol I a decis să-l investească pe șahul Persiei Mozaffar al-Din Shah Qajar cu ordinul Steaua României cu gradul de mare cruce cu diamante. Decizia a fost luată ca urmare a vizitei făcute de șah în Europa și decorarea sa de către marile cancelarii. Ion Lahovary, ministrul afacerilor străine, a însărcinat o delegație condusă de principele George-Valentin Bibescu, văr cu Anton și Emanuel Bibescu, căruia i s-a conferit rangul de ambasador extraordinar, să se deplaseze la Teheran, pentru a-i înmâna decorația. Din delegație mai făceau parte Matila Ghyka, cu gradul de locotenent, în calitate de atașat militar și George Stoicescu ca atașat diplomatic. Numirea lui George-Valentin Bibescu era justificată de participarea sa la un raliu automobilistic în cursul căruia traversase Persia, ajungând până la Isfahan și fusese în misiune diplomatică la șahul Persiei. Gheorghe Stoicescu, care fusese numit de curând secretar de legație în cadrul Ministerului Afacerilor Străine, a avut ulterior o bogată experiență diplomatică. De asemenea, el era bine introdus în societatea vremii, însurându-se după câțiva ani cu Simone de Caillavet, nepoata lui Anatole France; căsătoria nu a durat însă, iar Simone s-a remăritat mai târziu cu scriitorul André Maurois.
Prima parte a călătoriei de la București la Baku a fost făcută cu trenul. Apoi delegația a luat un vapor cu care a ajuns la Bandar-e Anzali Rasht în Persia, unde a fost întâmpinată de reprezentații șahului. De la Rasht călătoria a fost făcută cu landouri, peste noapte înnoptându-se în caravanseraiuri. Trecând peste munții Elbrus în apropiere de Rudbar, expediția s-a oprit la ruinele castelului Alamut, unde domnise sheikul Hassan-i Sabbah în secolul al XI-lea. În memoriile sale, Matila Ghyka menționează că citise în Franța despre „legenda bătrânului de pe munte și a castelului numit Alamout” fără a-și aminti exact sursa; el se referă la un roman citit pe timpul școlii pariziene, fapte regăsite și în relatarea călătoriilor lui Marco Polo, unde este prezentată legenda.
În timpul drumului de la coasta Mării Caspice la Teheran, avuseseră loc tratative îndelungate cu reprezentanții șahului cu privire la protocolul care trebuia respectat. George Bibescu a cerut să se respecte protocolul urmat cu zece ani mai devreme, când Charles Hardinge, primul lord Hardinge of Penshurst, îi adusese șahului Ordinul Jartierei. Detaliile fuseseră copiate după protocolul de la Shahabad, negociat pentru primirea la Teheran a delegației țarului Petru cel Mare după victoria în războiul ruso-persan din 1722-23. Detaliile se refereau în special la modul de primire și la drepturile delegaților străini. Printre altele, bazat pe precedentul stabilit pentru misiunea Lordului Hardinge, Bibescu a insistat asupra necesității decorării tuturor membrilor delegației cu Ordinul Leului și al Soarelui, cea mai înaltă decorație persană, și anume cu gradul de Marea cruce cu diamante pentru ambasadorul extraordinar, Steaua cu rang de cavaler comandor pentru atașatul militar și cu Steaua  cu rang de comandor pentru atașatul diplomatic.
Primirea de către șahul Persiei a decurs fără alte incidente și delegația română s-a întors în țară, trecând prin portul Batumi, unde îi aștepta crucișătorul Elisabeta.

Traseul navigabil Rotterdam – România și canalul Regele Ludovic pe care l-a urmat flotila de torpiloare comandată de Matila Ghyka

## Aducerea în România a unor vedete torpiloare fluviale
Prin grija contraamiralului Emanoil Koslinski, comandantul Marinei Militare Române, se comandaseră în Anglia patru vedete torpiloare, care urmau să fie livrate în toamna anului 1907.  Deoarece erau nave fluviale și aducerea lor pe mare implica riscuri, locotenent-comandorul Petre Demetriade, directorul Marinei din Ministerul de Război, prefera soluția de a le aduce prin sistemul european de canale navigabile și, încă înaintea misiunii în Persia, îl însărcinase pe Matila Ghyka să contacteze autoritățile germane, pentru a stabili, pe de o parte, dacă gabaritele canalelor permiteau trecerea monitoarelor iar, pe de altă parte, dacă tranzitul unor nave de război era admisibil. În august 1907, guvernul german își dăduse acordul, cu condiția ca navele să nu fie înarmate. Având în vedere că Matila Ghyka nu era doar ofițer de marină, ci și inginer,  comandorul Demetriade l-a însărcinat să se deplaseze în Anglia pentru a face recepția navelor la șantierele navale Thames Iron Works din Canning Town, lângă Londra și pentru a lua comanda flotilei pentru a o aduce la Galați.
Călătoria a început în martie 1908. Navele au fost duse până în portul Harwick de unde urma să  fie remorcate pentru traversarea Mării Nordului până la Hoek of Holland, monitoarele fiind improprii pentru navigație maritimă. Din cauza unei furtuni, cablul unuia dintre monitoare s-a rupt și a fost necesară toată îndemânarea echipajului român pentru a evita scufundarea navei. În continuare, flotila a urcat cursul Rinului până la Frankfurt pe Main iar continuând apoi pe Main până la Bamberg.
Pentru trecerea interfluviului dintre Rin și Dunăre între Bamberg și Kelheim a fost utilizat Canalul Regele Ludwig (Ludwigskanal), care fusese inaugurat în 1843 de Ludovic I al Bavariei. Lungimea totală era de 178 km și creasta se află la cota 417 mdM. Canalul avea un total de 100 de ecluze, dintre care 68 pe versantul dinspre râul Main pentru o diferență de nivel de 187 m și 32 pe versantul dinspre Dunăre, pentru o diferență de nivel de 79 m. În memoriile sale, Matila Ghyka exagerează apreciind numărul lor la circa 300, dar precizează mai departe "300 cred", dar fără îndoială atât numeroasele ecluzări cât și halaj în lungul canalului cu o viteză care nu depășea 3 km/oră, dădeau impresia unei călătorii fără sfârșit.
Dunărea era utilizată pentru navigație, însă nu fusese amenajată astfel încât pe cursul superior monitoarele trebuiau din nou remorcate. Totuși flotila a trecut cu succes prin zona de rapiduri de la Regensburg și după două luni de călătorie, cele patru monitoare au ancorat în portul Galați. Matila Ghyka susține că este primul caz când nave militare au parcurs întreg traseul din delta Rinului până la gurile Dunării.

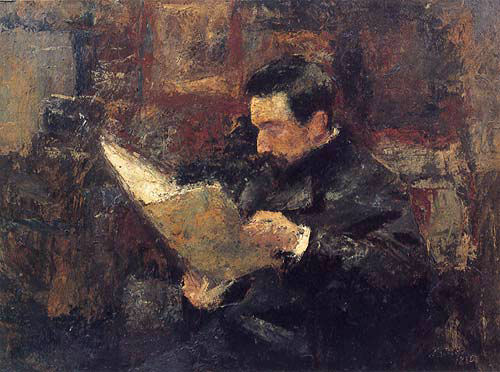
Edmond Picard – tablou de Jan Toorop (1885)

## Intrarea în diplomație
După aceste două călătorii, Matila Ghyka nu se simțea atras de o viață de rutină în cadrul flotilei române de pe Dunăre sau a flotei Mării Negre. De aceea, când comandorul Demetriade s-a îmbolnăvit grav, fiind nevoit să se retragă din activitate cu câteva săptămâni după revenirea lui Matila Ghyka în țară, acesta a decis să-și găsească o altă activitate, care să-i permită să călătorească mai mult, optând pentru o carieră diplomatică. Deoarece intrarea în diplomație cerea studii de drept, Ghyka a plecat să-și dea doctoratul la Bruxelles, absolvirea Scolii Navale din Franța fiind echivalată cu o licență în științe. Conducătorul său la Université Libre de Bruxelles-ULB (Universitatea Liberă din Bruxelles), instituția de învățământ superior francofon din Belgia, era  profesorul Edmond Picard, un jurist renumit care fusese președintele baroului din Belgia și membru al curții supreme. Prin coincidență, Picard fusese și el marinar, începându-și cariera în marina comercială. Lucrând intens pentru a-și trece examenele și a-și termina teza în timpul cel mai scurt posibil, Matila Ghyka a reușit să obțină titlul de doctor în drept cu mențiunea magna cum laude în 1909. Pe lângă studiile juridice, Edmond Picard l-a îndrumat pe Matila Ghyka și în studiul artelor plastice, învățându-l să aprecieze arta flamandă. Influenței lui Edmond Picard i se datorează preocupările de mai târziu a lui Matila Ghyka în domeniul esteticii.
Întors la București, Matila Ghyka este numit atașat de legație la Legația Română din Berlin, ulterior se înscrie la concursul pentru atașat de legație, respectiv secretar III, la acesta din urmă, clasându-se al doilea. După un an, în timpul căreia a fost mai activ în saloanele societății berlineze decât pe linie diplomatică, Ghyka și-a cerut transferul la legația română de la Londra, în speranța unei activități mai interesante. Ministru plenipotențiar al României la Curtea Saint James era Constantin G. Manu, cumnatul lui Gheorghe Grigore Cantacuzino (nababul), șeful Partidului Conservator, care, deși era în post de ambasador de peste zece ani, nu învățase să vorbească engleza, astfel încât rapoartele lunare ale legației erau redactate alternativ de cei doi atașați, Matila Ghyka și Anton Bibescu.
Profitând de faptul că, în anul următor (1911), Anton Bibescu fusese numit însărcinat cu afaceri al legației, Ghyka i-a cerut un concediu neoficial de un an de zile pentru a face o călătorie în jurul lumii. Plecând cu vaporul la sfârșitul lunii iulie în Statele Unite, Matila Ghyka s-a oprit întâi la New York. Și-a câștigat existența lucrând la un atelier de reparat automobile și alte slujbe ocazionale, printre care și cea de figurant pentru o producție cinematografică. Și-a continuat apoi călătoria până la San Francisco, de unde a plecat cu vaporul la Yokohama, oprindu-se în Japonia, China și Ceylon, după care a ajuns din nou în Europa prin Canalul de Suez.

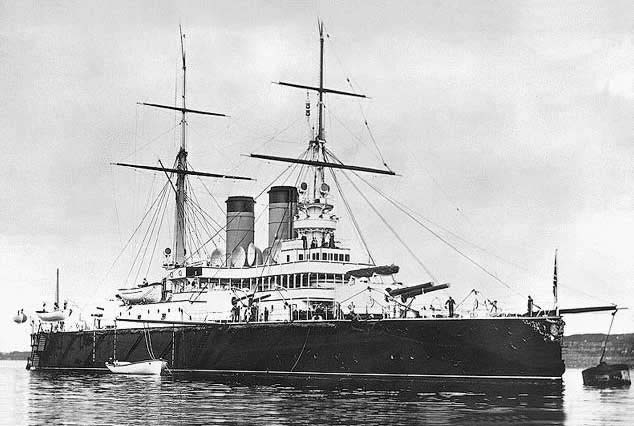
Crucișătorul Rostislav cu care Matila Ghyka a părăsit Constanța în timpul primului război mondial

## Primul Război Mondial
În iulie 1916, aflând că intrarea în război a României este iminentă, Matila Ghyka a solicitat la București să fie concentrat, deși, pe baza statutul lui său diplomatic, era scutit de serviciul militar activ. Prezentându-se la București, a primit însărcinarea de ofițer de legătură între armata română și escadra rusă staționată în portul Constanța, comandată de amiralul de Veraillon. A luat parte la misiuni de recunoaștere, atât pe mare, cât și pe uscat, înainte de declanșarea atacului trupelor bulgare și germane din 20 octombrie 1916. În momentul în care linia frontului a fost spartă, la 22 octombrie escadra rusă a părăsit Constanța, Matila Ghyka rămănând pe bordul vasului amiral, crucișătorul Rostislav. Exista speranța ca marina rusă să încerce un atac naval în zilele următoare. Însă tocmai pe 20 octombrie, o explozie a scufundat cuirasatul Imperatrița Mariya în rada portului Sevastopol, ceea ce a împiedecat aducerea la îndeplinire a planului. Matila Ghyka s-a prezentat la amiralul Aleksandr Kolceak, comandantul flotei Mării Negre. După discutarea situației războiului naval, Kolceak l-a trimis pe Matila Ghyka în România. Noua însărcinare a lui Ghyka a fost cea de ofițer de legătură pe lângă misiunea navală franceză, condusă de marchizul de Belloy. A părăsit Bucureștii în ziua de 6 decembrie 1916, cu câteva ore înainte de intrarea trupelor germane în oraș, luându-și în primire noile însărcinări cu câteva zile mai târziu, la Galați. Între timp armata germană ocupase în totalitate Dobrogea și partea de sud a Deltei Dunării, până la brațul Sulina. În portul Galați erau ancorate câteva sute de barje cu alimente care fuseseră aduse în timpul retragerii și riscau să fie distruse de tirul artileriei germane și bulgare de pe malul opus. Sarcina forțelor navale era de a le duce în siguranță în brațul Chilia, convoaiele trebuind să navige sub protecția unor torpiloare în nopțile fără lună pentru a nu fi detectate de artileria inamică de pe malul drept. Matila Ghyka a avut comanda câtorva din aceste convoaie. Operația a fost reușită înainte de a deveni imposibilă, ca urmare a minării șenalului navigabil al Dunării și a accesului în brațul Chilia. Ulterior, Matila Ghyka a fost numit șef-adjunct al statului major al flotilei române de pe Dunăre, care se afla în portul Chilia sub comanda amiralului Vasile Scodrea.
După Revoluția din Rusia în februarie 1917 operațiile navale cu marina militară rusească au fost complet oprite, iar relațiile cu puterile occidentale deveniseră de imporanță deosebită pentru guvernul român. De aceea, în iunie 1917, Matila Ghyka a fost numit atașat naval la Londra, post nou înființat. După semnarea Tratatului de Pace de la București legația română de la Londra s-a aflat într-o situație dificilă, încercând să convingă aliații că România avea intenția de a reintra în război, de îndată ce circumstanțele o vor permite. După încheierea armistițiului la 11 noiembrie 1918 legația română din Londra și-a reluat funcțiunile obișnuite.

## Căsătoria
La 27 noiembrie 1918, Matila Ghyka s-a însurat cu Eileen O'Conor (n. 1897), fiica fostului ambasador al Regatului Unit la Constantinopol și la Sankt Petersburg Sir Nicholas Roderick O'Conor of Dundermott (d. 1908) și a doamnei Minna Margaret Hope-Scott (d. 1934). Ceremonia religioasă a avut loc la catedrala catolică The Church of the Immaculate Mary, cunoscută sub numele de Brompton Oratory din Londra, acolo unde s-au căsătorit și alte celebrități, precum Stéphane Mallarmé, Edward Elgar sau Alfred Hitchcock. Familia Ghyka a avut doi copii: Maureen Rose Fearga Ghyka (3 august 1920 – 25 august 1979) și Roderick Ghyka (21 decembrie 1923 – august 1978).

## Reluarea activității diplomatice
Deși a lucrat în cadrul Ministerului Afacerilor Străine și a avut însărcinări în cadrul diferitor legații române, Matila Ghyka nu a avut o activitate diplomatică susținută, funcțiunile sale fiind mai mult legate de relații publice sau culturale, exceptând stagiul său în țările nordice. Misiunile sale diplomatice au fost întrerupte de perioade în care fie era pus în disponibilitate, la cerere, fie era rechemat la București. A fost numit mai întâi ca atașat de legație la Berlin, apoi din 1911 la Londra, unde este avansat secretar de legație.
În decembrie 1918 Matila Ghyka a fost numit ca atașat de legație la Roma pentru șase luni de zile, începind cu prima zi a anului următor. În 1919, Matila Ghyka a fost trimis în misiune în Statele Unite ale Americii, pentru  a organiza repatrierea emigranților români, în marea lor majoritate transilvăneni, care doreau să beneficieze de posibilitatea de împroprietărire ca urmare a reformei agrare. În 1921 a fost numit atașat de legație la Madrid, unde șeful legației era George Cretzianu,  dar, după un an, legația a fost desființată din motive bugetare, Matila Ghyka fiind rechemat la București. În 1924 a fost numit consilier de legație la Varșovia, dar după un an a cerut punerea în disponibilitate și s-a instalat la Paris unde a locuit câțiva ani.
În timpul șederii la Paris a intrat în cercul scriitorilor francezi, întreținând relații de prietenie cu Paul Valéry, Léon-Paul Fargue, Marcel Proust, Antoine de Saint-Exupéry, Laurent de Sercey, André Beucler, Lucien Fabre, Louise Leveque de Vilmorin și alții. Tot în această perioadă a început să scrie lucrările sale de estetică, publicând în 1927, la Paris,  prima sa lucrare Esthetique des proportions dans la nature et les arts (Estetica proporțiilor în  natură și în artă).
Având în vedere experiența sa atât în probleme navale cât și în domeniul dipomatic, în 1928 Matila Ghyka a fost numit consilier al delegației române la Comisia Europeană a Dunării, care își avea sediul la Viena. După un an a fost rechemat la București, luând postul de adjunct al șefului direcției protocolului din Ministerul Afacerilor Străine.

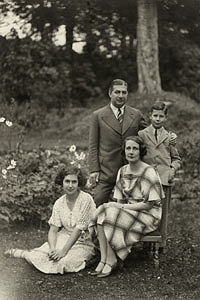
Matila Ghyka cu familia în 1935

În 1931, după urcarea pe tron a regelui Carol al II-lea, Matila Ghyka a fost numit ministru plenipotențiar al României la Stockholm. Noul său post implica, pe lângă reprezentanța în Suedia, și acoperirea relațiilor diplomatice cu Finlanda, Norvegia, Olanda și Danemarca unde România nu avea legații.
În  același timp și-a continuat scrierile în domeniul esteticii, dezvoltând-și ideile în diferite lucrări, cea mai importantă fiind Numărul de aur -  Rituri și ritmuri pitagorice în dezvoltarea civilizațiilor occidentale publicată în 1931 cu o prefață de Paul Valéry. În 1933 a ieșit de sub tipar singurul său roman,Pluie d'Etoiles (Ploaie de stele), care, deși nu a avut succesul internațional pe care l-au avut lucrările sale de estetică, a cunoscut mai multe ediții în Marea Britanie și cronici favorabile.
După o altă întrerupere a activității sale, în toamna anului 1936 a fost numit adjunct al lui Vasile Grigorcea, ministrul plenipotențiar al României la Curtea Saint James (Londra). Sosirea sa în Regatul Unit a coincis cu abdicarea regelui Edward al VIII-lea. Principala misiune a legației era să determine schimbarea opiniei publice engleze care, după demiterea lui Nicolae Titulescu în 1936, îi era defavorabilă regelui Carol al II-lea. Deși vizita regelui Carol al II-lea la Londra în 1938 s-a desfășurat într-o atmosferă cordială, România nu a reușit să obțină armamentul de care avea nevoie.. Tensiunile create de apropierea politică de Germania au avut drept consecință schimbări în personalul legației române de la Londra. În 1938, după vizita regelui în Regatul Unit, Vasile Grigorcea a fost rechemat și  pentru câteva luni Matila Ghyka a îndeplinit funcția de însărcinat cu afaceri. După numirea lui Viorel Virgil Tilea ca ministru plenipotențiar la Curtea Saint James (numirea a fost promulgată la 15 ianuarie 1939) Matila Ghyka este rechemat. După doar câteva luni, Grigore Gafencu, noul ministru al afacerilor străine, se decide să-l trimită înapoi la Londra, ca adjunct al ministrului plenipotențiar pentru probleme culturale. Numirea a fost aprobată de regele Carol al II-lea abia în august 1939, Ghyka prezentându-se la post cu câteva zile înainte de începerea celui de-al doilea război mondial. Cariera diplomatică a continuat până în 1940, când demisionează.
Deși era majoritatea timpului în străinătate, Matila Ghyka își menținea prezența în viața culturală din România. Astfel, participă la înființarea revistei Simetria - caiete de artă și critică, acțiune inițiată de arhitecții George Matei Cantacuzino și Octav Doicescu. Ghyka face parte din comitetul de redacție al revistei, împreună cu George Matei Cantacuzino, Octav Doicescu, Paul Emil Miclescu (primul număr are pe frontispiciu - toamna 1939), mai târziu întrând în comitetul de redacție și Tudor Vianu, Marica Cotescu, Haralamb Georgescu, Titus Evolceanu, Ștefan Constantinescu, Mac Constantinescu  Revista Simetria a fost cea mai bună publicație de teorie a artei din literatura noastră de specialitate (cf.Mihai Dim. Sturdza, op.cit.).
În iulie 1940, imediat după venirea la putere a guvernului Ion Gigurtu, Viorel Tilea este rechemat, dar refuză să se întoarcă în România și își dă demisia din cadrul Ministerului Afacerilor Străine. După preluarea puterii de Ion Antonescu, Matila Ghyka demisionează și el din cadrele ministerului, „la a doua plecare a regelui Carol al II-lea”. Împreună cu un grup redus de diplomați ai legației de la Londra se formează un Comitet Național Român, organizat la Londra, (unde Matila Ghyka era unul dintre vicepreședinți, după 1940), care nu a reușit însă să atingă statutul guvernelor în exil ale țărilor ocupate de puterile axei.

## Activitatea didactică
În timpul războiului, din cauza bombardamentelor, Matila Ghyka a părăsit Londra, locuind întâi lângă Melrose în Scoția, apoi la Oxford sau în Lincolnshire.
În 1941 a publicat o Cronologie a Istoriei României al cărei scop era să facă cunoscute argumentele istorice care justificau revendicările României asupra teritoriilor pe care le pierduse în 1940, lucrarea fiind redactată în limba franceză, dar a apărut în traducere englezească. De asemenea, a continuat să lucreze la lucrarea Tour d'horizon philosophique (Tur de orizont filozofic), apărută în 1946 și a colaborat la revista La France Libre editată de André Labarthe și Raymond Aron. Articolele scrise de Ghyka nu erau toate legate de război; de exemplu, unul dintre acestea se referea la viziunea analogică și compoziția simfonică la Stéphane Mallarmé și la Marcel Proust
Fiica sa, Maureen, se angajase în Corpul auxiliar feminin al Forțelor Aeriene Women's Auxiliary Air Force-WAAF iar, după ce a împlinit 17 ani, fiul său, Roderick s-a înscris în corpul geniștilor englezi Royal Engineers.
În 1945, i s-a oferit lui Matila Ghyka posibilitatea să predea Estetica, Semantica  și Filosofia științelor la University of Southern California ( Universitatea Californiei de Sud), Los Angeles, profesorul titular plecând în concediu pe doi ani. Deoarece catedra de estetică făcea parte din Departamentul de Filozofie al Universității, Matila Ghyka a ținut și prelegeri de Filozofie a științei și de Semantică. Ghyka arată că, în acea perioadă, școlile americane considerau semantica o ramură a pozitivismului logic promovat de Cercul de la Viena, pe care nu-l agrea, considerându-l o variantă secundară a materialismului dialectic. În consecință, Ghyka a introdus în cursurile sale și elemente metafizice, transformându-l într-un curs de simbolism, concentrându-se asupra teoriei matematice a ritmurilor în literatură, teorie elaborată de omul de știință român Piu-Șerban Coculescu (cunoscut și sub pseudonimul Pius Servien) 
La terminarea acestui contract, în 1947 a fost numit profesor de estetică, de istoria artelor și de artă a Extremului Orient, la Mary Washington College din Fredericksburg, Virginia, Departamentul de Arte Frumoase, unde prietenul său, pictorul Julien Binford, pe care îl cunoscuse la Paris, era profesor de pictură. Printre alte persoane cu care a fost legat în perioada în care a stat la Fredericksburg, se numără Emil Schnellock și Milton Stansbury. A fost, ocazional, lector la Institutul Francez din Londra și conferențiar la Școala de Științe Slavistice și Est-europene din Oxford.(Mihai Dim. Sturdza, op.cit.)
În același timp, Matila Ghyka a continuat să scrie, publicând volumul Sortilèges du verbe, prefațat de Léon-Paul Fargue, prefața cunoscând mare vizibilitate în epocă.

## Opera

### Teoriile estetice ale lui Matila Ghyka
Dintre lucrările lui Matila Ghyka ies în evidență cele din domeniul esteticii. Teoriile estetice ale lui Matila Ghyka pornesc de la analiza valabilității principiului al doilea al termodinamicii, în cazul proceselor biologice, problemă care îl preocupa încă din perioada în care studia pentru obținerea diplomei de inginer. Acest principiu, enunțat de matematicianul german Rudolf Clausius, se exprimă din punct de vedere matematic prin următoarea relație, aplicabilă unui sistem închis care trece printr-o transfomare arbitrară:
{\displaystyle {\frac {dS}{dt}}\geq 0}
unde 
S este entropia sistemului și
t este timpul.
Cu alte cuvinte, într-un sistem izolat, energia se transformă, trecând de la un  potențial mai ridicat la unul mai scăzut, energia degradându-se în mod continuu pe măsură ce entropia crește. O altă definiție a principiului al doilea al termodinamicii, pe care Matila Ghyka o prefera, este cea probabilistică, enunțată de Ludwig Boltzmann, conform căreia un sistem izolat trece totdeauna dintr-o stare mai puțin probabilă la o stare având o probabilitate mai ridicată. Matila Ghyka susținea că a doua lege a termodinamicii nu putea fi considerată universal valabilă și anume că se aplica doar la sistemele fizico-chimice. În momentul în care în sistem apărea viața, chiar sub forma ei cea mai simplă, chiar dacă aparent sistemul este aparent un sistem închis, legea nu mai putea fi valabilă, deoarece orice element biologic era capabil să ridice potențialul energetic. Punctul de vedere că principiul al doilea al termodinamicii nu se aplică organismelor vii a fost susținut și de alți oameni de știință. Teoria a fost dezvoltată de fizicianul austriac Erwin Schrödinger, laureat al premiului Nobel (1933), care a arătat că viața se nutrește din entropie negativă sau negentropie.
Fiind mai puțin interersat de procesul fizic în sine, Matila Ghyka s-a concentrat asupra diferențele dintre formele materiei anorganice și cele ale ființelor vii. În analiza sa, el pleacă de la principiul acțiunii minime, definit de Leonhard Euler și William Rowan Hamilton. El arată că formele anorganice, în general formele sistemelor cristaline, sunt determinate de principiul lui Dirichlet, conform căruia condiția necesară și suficientă ca un sistem închis să fie stabil este ca energia sa potențială să fie minimă (sau să treacă printr-un minim în cursul unei transformări). Aplicat la formele cristaline (sau la sistemele anorganice în general), un corp tinde să ia acea formă care are energia superficială minimă, ținând seama de forțelor care acționează asupra corpului respectiv.
În consecință, în sistemele anorganice trebuie să apară forme bazate pe figuri sau corpuri având o simetrie cubică, hexagonală sau cuboctaedrică, exemple de forme complexe ale unor asemenea simetrii fiind florile de gheață sau fulgii de zăpadă. În studiile sale, chimistul olandez Frans Maurits Jaeger a comparat formele specifice sistemelor anorganice și celor organice, arătând că în regnul animal și cel vegetal se poate constata o preferință pentru simetria pentagonală, care duce la forme, cum sunt icosaedrul și dodecaedrul, care apar în scheletele fosilizate de radiolaria, dar care nu sunt niciodată prezente în sistemele minerale. Studiile matematice ale lui Matila Ghyka prezintă o demonstrație a constatărilor lui F.M. Jaeger, unul din motivele principale fiind că unghiurile de la vârfurile acestor forme nu sunt compatibile cu o partiție regulată a spațiului.

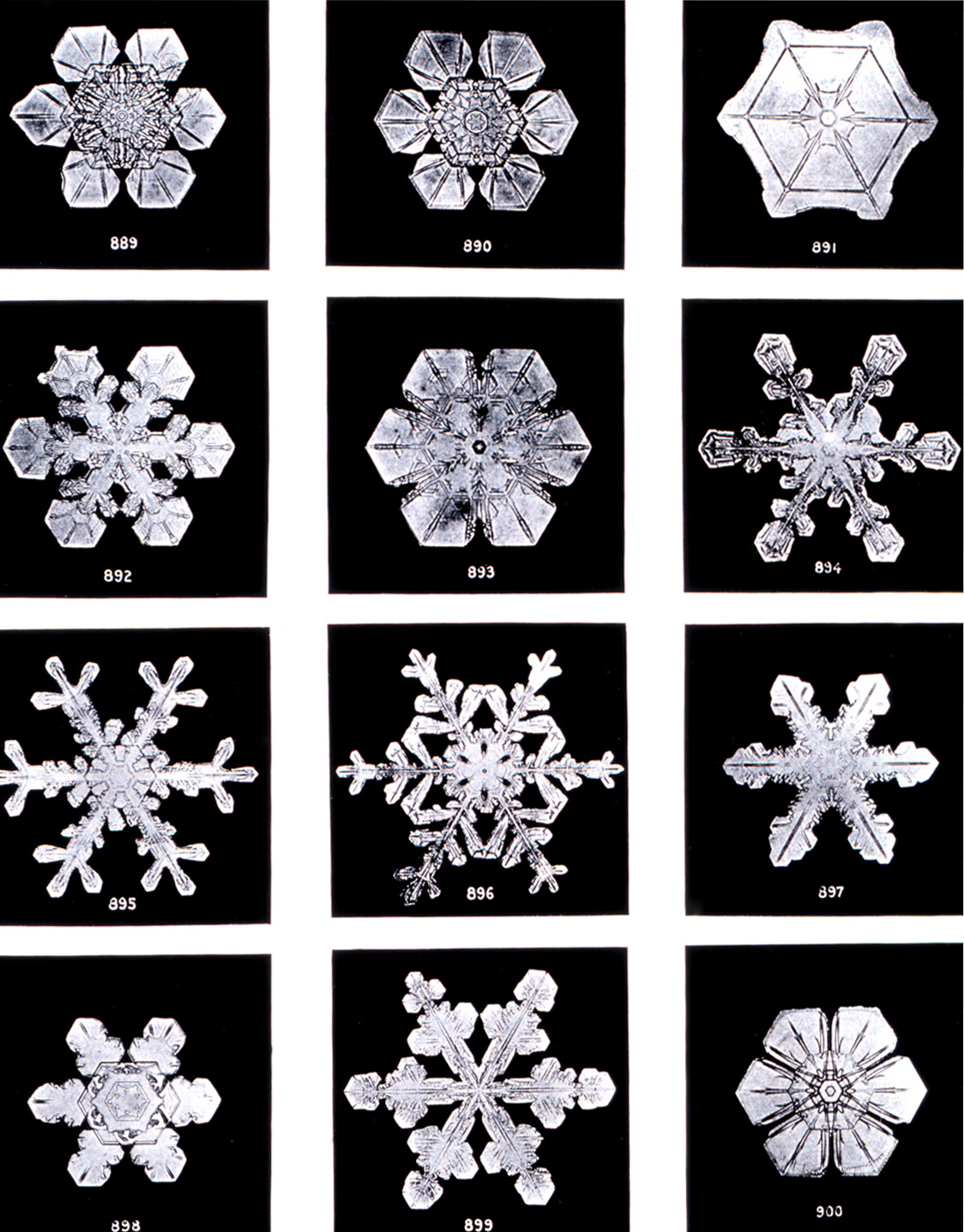
Fulgi de zăpadă, exemple ale formelor specifice sistemelor anorganice

Scoțând în evidență aceste diferențe, Matila Ghyka se concentrează asupra formelor specifice lumii organice, bazându-se pe studiile lui Theodore Andrea Cook și D'Arcy Thompson. Ambii considerau că factorul determinant pentru forma unui organism este evoluția acestuia. În urma analizei diferitor scoici, ei arată că creșterea lor poate fi descrisă prinr-o spirală logaritmică, curbă care descrie creșterea homotetică (numită de D’Arcy Thompson creștere „gnomonică”) a organismului. Cook compară spiralele din natură cu cele ale diferitor opere arhitectonice, în particular cu scara în spirală a castelului de la Blois, atrăgând atenția asupra analogiei dintre ele. Pe baza unei analize matematice, Cook arată că proporțiile armonice ale naturii, care se regăsesc și în artă, se bazează pe utilizarea corectă a numărului irațional ({\displaystyle \Phi }), denumit „numărul de aur”; 
{\displaystyle \Phi ={\frac {1+{\sqrt {5}}}{2}}\approx 1.6180339887\dots \,}
 Cook atribuie simbolul ({\displaystyle \Phi }) matematicianului american Mark Barr, simbolul reprezentând inițiala sculptorului Phydias. Legitatea formelor naturale este pusă în evidență de forma spirală a scoicilor marine care respectă seriile numerelor Fibonacci (descoperite  în secolul al XIII-lea de matematicianul Leonardo din Pisa, poreclit Fibonacci), în care termenul de ordinul n al seriei este determinat prin formula:
{\displaystyle F_{n}={{\Phi ^{n}-(1-\Phi )^{n}} \over {\sqrt {5}}}={{\Phi ^{n}-(-1/\Phi )^{n}} \over {\sqrt {5}}}\,,}

Secționarea unei linii în conformitate cu proporția de aur. Raportul dintre lungimea totală a+b și segmentul mai lung a este egal cu raportul dintre lungimea acestuia a și lungimea segmentului mai scurt b.

Problemele proporțiilor matematice au fost studiate încă din antichitate, prima lucrare cunoscută în domeniu fiind Elementele lui  Euclid  Studiind diferitele modalități de împărțire a unei drepte în două segmente, Euclid a numit „proporție divină” acea secționare în care raportul dintre lungimea totală  și segmentul mai lung este egal cu raportul dintre lungimea acestuia și lungimea segmentului mai scurt. Proporționalitatea respectivă a fost adoptată în diferite lucrări ale lui Platon sau ale filozofilor școlii neopitagorice care, bazați pe faptul că raportul respectiv era un număr irațional putând fi exprimat prin fracția continuă:
{\displaystyle \Phi =1+{\cfrac {1}{1+{\cfrac {1}{1+{\cfrac {1}{1+\ddots }}}}}}}
dădeau numărului diferite simnificații mistice. Fiind singurul număr a cărui fracție continuă conține doar cifra „1”, numărul a fost definit ca „cel mai nobil număr irațional”. Termenul de „proporția de aur” ca denumire a numărului {\displaystyle \Phi } a fost introdus abea în 1835 de către matematicianul german Martin Ohm.
Problema proporțiilor optime nu a fost însă legată numai de numărul {\displaystyle \Phi }. Încă din antichitate artiștii au căutat să definească omul perfect, primul exemplu de prezentare a unei asemenea reguli fiind Canonul lui Policlet, exemplificat prin sculptura Doryphoros (Purtătorul de suliță). Nu a rămas însă nicio redactare a acestui canon, iar sculptura ne este cunoscută doar prin copii datând din epoca romană, ale căror proporții diferă, astfel încât nu permit o definire matematică exactă a recomandărilor lui Policlet. Arhitectul roman Vitruviu a avut făcut și el recomandări cu privire la proporțiile recomandabile ale construcțiilor și s-a referit la analogia cu proporțiile corpului omenesc, dar nici lucrările lui nu prezintă date matematice exacte. Deși Matila Ghyka citează aceste lucrări, el nu le leagă direct de numărul de aur.
Problemele proporțiilor lucrărilor de artă a fost reluată în timpul Renașterii. Una din lucrările menționate adeseori în prezentarea proporțiilor optime ale lucrărilor de artă este De Divina Proportione de Luca Pacioli, ilustrată de Leonardo Da Vinci. În această lucrare apare pentru prima oară figura omului vitruvian, desenat de Leonardo după textul lui Vitruviu,, considerat ca model al proporțiilor ideale ale operelor de arhitectură. Totuși este de remarcat că lucrarea lui Pacioli nu menționează în niciun fel numărul {\displaystyle \Phi }. În general, este greșit să se facă o echivalență între „numărul de aur” și „proporția divină” renascentistă, a lui Luca Pacioli. În dezvoltarea teoriei proporției de aur în perioada Renașterii, Matila Ghyka acordă mai mult credit studiilor corpurilor regulate publicate de Piero della Francesca  și de Albrecht Dürer.
Deși nu există o identitate matematică între proprorțiile omului vitruvian și numărul {\displaystyle \Phi }, faptul că valorile sunt foarte apropiate a determinat pe unii cercetători să continue efectuarea diferitor măsurători antropometrice. Psihologul german Adolf Zeising este primul cercetător care a încercat generalizarea celor două concepte, mergând pâna la a afirma că „proporția de aur” este un principiu universal atât în natură cât și artă, idee reluată ulterior de Ghyka. Totuși, în argumentația sa, Zeising prezintă elemente cantitative atît din lumea anorganică (cristale minerale) cât și din cea organică.
Matila Ghyka acordă o importanță mai mare studiilor artistului american Jay Hambidge care a efectuat un studiu statistic detaliat al dimensiunilor corpului omenesc, bazat pe măsurarea mai multor sute de schelete existente în facultățile de medicină, eliminând astfel devierile, uneori doar de ordinul milimetrilor, datorite mușchilor, pielii sau părului. Matila Ghyka arată că aceste măsurători au dovedit că proporțiile corpului uman sunt bazate pe numărul {\displaystyle \Phi }.
În afară de considerentele matematice și de cele estetice care stau la baza numărului de aur, Matila Ghyka le mai ia în considerare și pe cele de ordin psihologic. El se bazează pe studiile efectuate de fizicianul german Gustav Fechner, fondatorul psihofizicii, o știință având drept obiect măsurarea fenomenelor psihologice. Fechner a încercat să cuantifice percepția estetică. Matila Ghyka citează testele efectuate de Fechner cu privire modul de percepere a proporțiilor dreptunghiurilor. Experiența a arătat că majoritatea subiecților au considerat că dreptunghiurile respectând proporția de aur sunt preferabile din punct de vedere estetic față de alte dreptunghiuri.
Dintre lucrările mai recente despre secțiunea de aur, care stau la baza gândirii lui Matila Ghyka, mai sunt de menționat cele ale lui Heinrich Emil Timerding care, analizând modul în care principiul secțiunii de aur a fost aplicat, insistă asupra faptului că „secțiunea de aur este doar un caz particular al unei reguli mai generale, cea a recurenței acelorași proporții în elementele unui întreg”.
Analizând toate aceste elemente, lucrările de estetică ale lui Matila Ghyka, începând cu Estetica proporțiilor în natură și în artă și terminând cu lucrările scrise în timpul când era profesor în Statele Unite, sintetizează aceste puncte de vedere și construiesc o teorie coerentă a proporției de aur. Încă din 1927,a Matila Ghyka arăta:
„Atât în cazul animalelor cât și în cel al plantelor, pare să existe o preferință marcată pentru simetria pentagonală, o simetrie legată clar de secțiunea de aur și necunoscută în lumea materiei inerte. ”— Matila C. Ghyka, Estetica proporțiilor în natură și în artă
Matila Ghyka a interpretat numărul de aur ca reprezentând un secret fundamental al universului și considera că acest număr este înrădăcinat în ființa umană și în general în materia vie, care își manifestă preferința pentru proporțiile legate de acest număr în moduri foarte variate. În mod particular, din punct de vedere estetic, oamenii preferă proporțiile numărului de aur oricăror altor proporții. Faptul că diferite opere de artă și lucrări arhitectonice, de la piramidele din Egipt și templele Greciei antice la catedralele gotice respectă proporțiile respective, fără a fi fost dimensionate în mod conștient pentru respectarea acestor proporții, se datorește unui simț înnăscut pentru aceste proporții. Deși susține că numărul de aur este de regăsit în toate manifestările materiei vii, analizele sale se concentrează asupra utilizării lui în operele de artă, amintind doar în treacăt alte asemenea manifestări, de exemplu necesitatea „comodulării” în muzică.
Ghyka utilizează termenul de simetrie în sensul inițial al acestei noțiuni, anume definirea unei proporții plăcute din punct de vedere estetic. În prezentarea sa, el arată importanța „simetriei dinamice” descrise de Jay Hambidge. Față de simetria statică caracterizată prin dreptunghiuri având raportul laturilor egal cu: {\displaystyle {\tfrac {1}{2}}}, {\displaystyle {\tfrac {2}{3}}}, {\displaystyle {\tfrac {3}{4}}}, etc. (pe care Luca Pacioli le numește „proporții discrete”), simetria susținută de Matila Ghyka este bazată pe dreptunghiuri dinamice, având raportul laturilor egal cu {\displaystyle {\sqrt {2}}}, {\displaystyle {\sqrt {3}}},  {\displaystyle {\sqrt {5}}}, cu numărul de aur {\displaystyle \Phi =1.618\dots \,}, cu rădăcina patrată a acestuia {\displaystyle {\sqrt {\Phi }}=1.272...),}   sau cu pătratul acestuia {\displaystyle \Phi ^{2}=2,618.....} . Este de remarcat că  standardul ISO 216 (bazat pe standardul DIN 476 din 1922) a adoptat raportul {\displaystyle {\sqrt {2}}} pentru formatele de hârtie.
În opoziție cu această cerință estetică de bază se află curentele care se opun acestei proporționalități, pe care o înlocuiesc cu module aritmetice statice, așa cum este cazul curentului academist din arta franceză a secolului al XVIII-lea. Ca un exemplu specific al acestei „fosilizări a artei”, Ghyka citează teoriile școlii „a-geometrice” lansate de pictorul Léon Bazile Perrault.
Matila Ghyka nu se limitează la definirea numărului de aur sau a secțiunii de aur. El dezvoltă din punct de vedere matematic teoria numărului de aur, arătându-i toate implicațiile geometrice. Pornind de la figurile geometriei plane care respectă regulile secțiunii de aur, în particular pentagonul și pentagrama, el trece la prezentarea corpurilor platonice care se supun acelorași reguli: tetraedrul, cubul, octaedrul, dodecaedrul și icosaedrul. El mai arată modul în care diferitele figuri elementare se combină în cadrul unei opere de artă, astfel încât să creeze o „euritmie” și prezintă analize armonice complexe ale diferitor construcții din antichitatea clasică, din perioada gotică și din perioada barocă.
În studiile sale cu privire la umplerea spațiului cu figuri geometrice, Matila Ghyka a constatat că, dacă un spațiu plan poate fi umplut complet cu triunghiuri echilaterale egale, aceasta nu mai era posibil într-un spațiu tridimensional, utilizând tetraedre regulate (piramide ale căror patru fețe sunt triunghiuri echilaterale).  Pentru umplerea spațiului, Ghyka a imaginat corpuri semi-regulate, formate dintr-un semioctaedru și un tetraedru regulat, lipite pe o față triunghiulară, pe care le-a denumit „saboți”. Ilustrarea teoriilor lui Ghyka a fost prezentată în sala dedicată matematicii din muzeul Palais de la Découverte  (Palatul Descoperirilor) unde numele lui Matila Ghyka apare împreună cu cel al lordului Kelvin, într-o vitrină anume.
Lucrările lui Matila Ghyka îmbină o analiză matematică adâncită cu studii estetice și studii psihologice, deschizând calea pentru numeroase cercetări ulterioare. Lucrarea Le Nombre d'or continuă în oarecare măsură gândirea lui Paul Valery despre morfologia în materie și în artă.

### Colaborarea cu Salvador Dalí
Matila Ghyka l-a cunoscut pe Salvador Dalí în 1947, la Los Angeles, la un dineu dat de Helen Wills, fosta campioană de tennis de la Wimbledon, a cărei fotografie o utilizase pentru ilustrarea volumului său, Le Nombre d’Or. Pictorul s-a arătat interesat de teoriile estetice ale lui Matila Ghyka și au urmat o serie de întâlniri la reședința lui Dalí de la Monterey. În biblioteca personală a lui Dalí se păstrează două din volumele de estetică publicate de Ghyka. Dintr-o scrisoare a lui Matila Ghyka, păstrată în biblioteca lui Dali, rezultă că volumele îi fuseseră date pictorului cu puțin timp după ce se cunoscuseră în California. Ambele volume conțin numeroase adnotații. făcute de Dalí.
Dalí nu avea cunoștințele necesare pentru a înțelege întreg substratul matematic al teoriilor lui Ghyka. De aceea, cei doi au colaborat pentru definitivarea unora dintre tablourile la care Dalí lucra în acea vreme. Dintre acestea, este de menționat Leda atomica, pentru care Ghyka a calculat proporțiile pentagonului în care este înscrisă figura principală a tabloului. Formula de calcul a fost scrisă de Dalí în partea inferioară a tabloului, în colțul din dreapta. În volumul său 50 de secrete ale artizanatului magic (50 Secrets of Magic Craftsmanship) există mai multe desene care arată modul în care a fost conceput tabloul Leda Atomica. Unul dintre acestea prezintă forma finală a tabloului peste care este suprapus un pentagon și cercul circumscris. Deși desenul este, fără îndoială, realizat după terminarea tabloului, el are rolul de a demonstra gândirea matematică pe care se bazează tabloul.
Un alt tablou bazat pe teoriile lui Matila Ghyka este Madona de la Port Lligat, realizat și el în 1949. Tabloul respectă o construcție geometrică precisă, figura Madonei fiind încadrată într-un triunghi așezat peste dreptunghiul format de tabernacul, proporțiile formelor geometrice respectând teoriile estetice ale lui Ghyka. Liniile diagonale se intersectează pe un ochi al pruncului Isus care este situat în centrul tabloului.
În 1955, Dalí a pictat Cina cea de Taină, o evocare a tabloului lui Leonardo Da Vinci având aceeași temă. Proporțiile generale ale tabloului respectă regulile „secțiunii de aur”, așa cum au fost definite de Matila Ghyka. Isus Christos nu este așezat la masă cu ucenicii, ci este reprezentat în partea superioară a tabloului, deasupra unui dodecaedru suprapus peste o imagine a golfului din Port Lligat. Tabloul cuprinde și alte elemente ale secțiunii de aur: grupul ucenicilor în rugăciune formează o linie de pentagoane regulate.
Tratatul lui Salvador Dalí 50 de secrete ale artizanatului magic (50 Secrets of Magic Craftsmanship) conține, în ultima parte, un rezumat al lucrărilor lui Ghyka. Formele corpurilor platonice, descrise de Ghyka, sunt prezentate ca forme artistice esențiale, Dalí recomandându-le elevilor săi să construiască machete ale acestor corpuri, similare cu structurile pe care le construise Leonardo, dar suficient de mari pentru ca modele vii să poată poza în interiorul lor.

Vioara executată de Johann Goldfuß în concordanță cu proporțiile secțiunii de aur elaborate de Matila Ghyka

### Influența lucrărilor de estetică ale lui Matila Ghyka
Teoriile lui Matila Ghyka au influențat numeroși esteticieni și artiști care i-au preluat principiile și le-au aplicat sau dezvoltat. Această influență s-a remarcat însă și în numeroase alte domenii, printre care arhitectura și muzica.
Teoria numărului de aur, expusă de Matila Ghyka l-a inspirat pe arhitectul francez Le Corbusier, al cărui țel era să creeze proporții armonice în spațiile de locuit, și a aplicat teoria la proiectarea apartamentelor din blocuri de locuințe. Deși Le Corbusier nu avea cunoștințele necesare înțelegerii teoriilor matematice ale lui Ghyka, el a fost capabil să înțeleagă, în mod intuitiv, sensul ilustrațiilor pe care Ghyka le prezenta. Profesorul Andrea Speiser de la Universitatea din Zurich a încercat să-i prezinte demonstrațiile matematice aplicate la ornamentele egiptene și la muzica lui Bach și Beethoven, dar Le Corbusier a acceptat valabilitatea teoriei consistenței dintre operele de artă și natură, recunoscând însă că partea matematică îl depășea. În 1947 Le Corbusier a conceput clădirea Secretariatului Națiunilor Unite din New York, raportul dintre înălțimea și lățimea clădirii de 39 de etaje fiind foarte apropiată de numărul de aur 1,618 indicat de Ghyka . De asemenea proporțiile de aur au fost utilizate de Le Corbusier în proiectarea bisericii Notre Dame du Haut de la Ronchamp.
Designerul olandez Axel Vervoordt a proiectat și executat din mahon Ghyka's Cofee table, pornind de la teoriile cuprinse în cartea sa, The Geometry of art and life (un compendiu în l.engleză al lucrărilor de estetică ale lui Matila Ghyka), NY, 1946.
Corectitudinea teoriilor lui Matila Ghyka a fost pusă în evidență și în muzică. Un prim studiu care identifica existența numărului de aur în muzică fusese făcut de muzicologul rus L. Sabaneev în 1925, analizând muzica Studiilor lui Frédéric Chopin. Mai târziu, Roy Howat a efectuat o analiză a duratei, ritmului, armoniei, relațiilor dintre diferitele teme muzicale și alte elemente ale muzicii lui Claude Debussy, demonstrând că structurile muzicale din piesele pentru pian Reflets dans l'eau și L'isle joyeuse,  precum și din poemul simfonic La mer respectă proporțiile definite prin numerele lui Fibonacci, și că organizarea muzicii după diferite scheme geometrice contribuie la efectul dramatic realizat. Deși niciunul dintre compozitori nu a urmărit includerea proporțiilor secțiunii de aur în muzica lor, existența acestor proporții arată că Matila Ghyka era îndreptățit să considere că ele reprezintă un element incorporat în sentimentul estetic al oamenilor.
Pe de altă parte, numărul de aur a fost utilizat și în construcția de instrumente muzicale. Astfel, în 1969, lutierul Johann Goldfuß a construit o vioară ale cărei dimensiuni respectau proporția de aur. Aceste proporții elimină anumite efecte de rezonanță și asigură o uniformitate mai pronunțate a intensității sunetelor. Proporții legate de numărul de aur și de teoriile lui Ghyka se regăsesc în marea majoritate a instrumentelor cu coarde .
La doar câțiva ani de la dispariția lui Matila Ghyka, revista Secolul XX publică o primă traducere din opera sa, iar în notele care însoțesc traducerea faimosului volum a lui Wellek și Waren, Teoria literaturii, Sorin Alexandrescu îl prezintă pe acesta, ca și pe Pius Servien, ca precursori ai lui Garrett Birkhoff în demersurile de constituire a unei estetici matematice. În România, reconsiderarea operei sale s-a datorat în cea mai mare măsură profesorului Solomon Marcus care, în diferite ocazii, publicații și volume, a evidențiat fertilitatea teoriilor lui Matila Ghyka, citând aici studiul din volumul Din gândirea matematică românească, apărut în 1975, dar nu numai. Revistele Secolul XX, Arta, Ramuri au fost principalii vectori în aducerea în actualitate a numelui prințului român. Nume de prestigiu din era postbelică, precum Petru Comarnescu, Eugen Schileru, Tudor Vianu, Alexandru Rosetti, Mihai Ralea, Zoe Dumitrescu-Bușulenga i-au făcut vizibilă statura sa intelectuală sau i-au amintit numele. Esteticieni români, precum V. E. Mașek, Lucian Dragomirescu sau profesorul arhitect Adrian Gheorghiu s-au aplecat asupra operei sale, iar tinerii critici de artă i-au amintit numele atunci când expozițiile pe care le prezentau, aveau legătură cu structurile de ordine demontate de Matila Ghyka. De abia în 1981 o primă selecție din opera sa a văzut lumina tiparului în limba țării de baștină, cu titlul Estetica și teoria artei sub îngrijirea profesorului timișorean Ion Iliescu, traducere de Traian Drăgoi. După apariția acestei lucrări, au apărut comentarii datorate lui Paul Caravia (despre memoriile prințului), M. N. Rusu, Ion Ianoși, Titu Popescu, Vasile Cornea despre opera lui Matila Ghyka. În anii din urmă, la Iași, în 2006, doamna Georgeta M. Dominte a susținut prima teză de doctorat în filosofie care are ca obiect exclusiv opera prințului Ghyka, Matila C. Ghyka și frumosul vizual (Repere în Istoria filosofiei și Artelor Plastice), publicată într-un masiv volum în chiar orașul natal al lui Matila Ghyka.
Istorici precum Victor Valeriu Dobrinescu, Mihai Sorin Rădulescu, Georgeta Filitti, Silviu Marian Miloiu, Sorin Arhire, M. N. Rusu, Florin Manolescu, Mihai Pelin, Horia Nestorescu-Bălcești s-au ocupat de activitățile sale diplomatice, de călătoriile sale sau de genealogia familiei. Istorici militari, precum comandorul Marian Mosneagu sau doamna Mariana Păvăloiu, în publicații de o circulație mai restrânsă, s-au referit la evenimente specifice activității lor, care au vizat și ofițerul de marină Matila Ghyka. Editurile „Curtea Veche” și „Univers Enciclopedic” au tradus câte două titluri, respectiv un titlu, din opera prințului român. Nu trebuie neglijate eforturile profesoarei ieșene Florica Câmpan, care în lucrările de popularizare (și istorie) a matematicii, referirile la Matila C. Ghyka sunt frecvente. Dicționarele și enciclopediile mai recente, inclusiv cele specializate în masonerie, îl amintesc în puține rânduri, dar doar atât. Iar la apariția în românește a lucrărilor sale, comentariile din presă au preluat ad litteram informațiile din memoriile lui Mircea Eliade despre ultimii ani ai vieții prințului, fără a le supune judecății critice.

## Ultimii ani
Deși se cunoaște foarte puțin, prințul Matila C. Ghyka a colaborat intens în timpul războiului și după aceea la publicații de prestigiu din Statele Unite ale Americii, Franța, Belgia, Algeria (pe timpul ocupării Franței de către germani) și Anglia (se cunosc cam 30 de publicații apărute în țările mai sus citate), abordând teme politice de actualitate, probleme de filosofie, estetică ș.a.m.d.
În timpul vieții, Matila Ghyka a obținut diferite distincții. Era cavaler al Royal Victorian Order (K.C.V.O.) și fusese decorat cu Ordinul Coroana României și cu Crucea Militară (Military Cross) a Regatului Unit, Legiunea de Onoare franceză și altele.
În 1950, în vârstă de aproape 70 de ani, s-a retras în Europa, trăind pentru mai mulți ani la Chapelizod, o mică localitate la vest de Dublin, Irlanda. După o viață în timpul căreia avusese prilejul să se bucure de toate onorurile, ultimii 15 ani ai vieții au fost triști. Lipsit de resurse materiale, Matila Ghyka a fost nevoit să-și câștige existența trăind din expediente. A făcut diferite traduceri (vezi lista lucrărilor publicate), a scris sub pseudonim romane polițiste (informație nedocumentată, ca și aceea că a colaborat cu Walt Disney, datorate lui Mircea Eliade) și chiar a fost nevoit să facă munci manuale (singurele referințe în această problemă sunt ale lui Mircea Eliade, nu știm cât de sustenabile).
În necrologul pe care l-a publicat în 1965, Mircea Eliade menționează că, la vârsta de 75 de ani, lui Matila Ghyka îi fusese dat să cunoască viața unui student sărac, trăind din expediente, adică acceptând orice fel de muncă - intelectuală sau manuală - ca să-și poată ține zilele.
„Nu știu cine poartă răspunderea acestei nevrednicii strigătoare la cer: autorul neuitatului Le Nombre d’Or să fie silit, la bătrânețe, să facă pachete la Bon Marché (pachete cu hârtie colorată, căci era săptămâna Crăciunului...!). Sunt sigur însă că el, Matila Ghyka, nu s-a plâns niciodată. Nimănui!”— Mircea Eliade, Împotriva deznădejdii 

Mormântul lui Matila Ghyka și al soției sale la cimitirul Gunnersbury Cemetery, Londra, înainte de restaurare

Soția sa, Eileen, a murit la 10 februarie 1963. Doi ani mai târziu, în ziua de 14 iulie 1965 la Londra, a murit și Matila Ghyka. Soții Ghyka sunt înmormântați în cimitirul Gunnersbury din Londra, mormântul fiind restaurat prin grija istoricului de artă Dr. Radu Varia, putând acum aprecia diferența dintre starea mormântului, înainte și după restaurarea de la finele anului 2010.
Cei doi copii ai lui Matila Ghyka au murit relativ tineri. Fiul său, Roderick Ghyka, actor din întâmplare, cu studii în Marea Britanie, a plecat în Statele Unite unde a jucat ca actor în două filme: The Battle of Love's Return (1971) și The Divine Obsession (1976), primul, o comedie romantică, al doilea un film pentru adulți, ambele regizate de Lloyd Kaufman.
Roderick Ghyka a murit în 1978, iar sora sa, Maureen, care a lucrat după război la diverse instituții internaționale la Paris, în 1979. În ceea ce privește descendenții direcți, familia lui Matila Ghyka s-a stins.
Cele mai multe referințe despre viața lui Matila Ghyka, se găsesc in lucrările profesorului Mihai Sorin Rădulescu, iar cei interesați de ultima perioadă a activității sale diplomatice, trebuie să citească ce a scris profesorul Sorin Arhire.  Singura monografie asupra vieții și operei sale a apărut în limba română în anul 2020

## Lucrări

### Volume publicate ca autor
- Esthétique des Proportions dans la nature et dans les arts, Paris, Gallimard, 1927.
  - M. Gika, Estetika proportiy v prirode i iscustve, Moskva, Vsesouizniy akademiy arhitektury, 1936, traducere în limba rusă de V. V.  Beliustina.
  - Estética de las Proporciones en la Naturaleza y en las Artes, Buenos Aires, Poseidón, 1953, traducere în limba spaniolă de Juan Bosch Bousquet.
- Le nombre d'or. Rites et rythmes pythagoriciens dans le développement de la civilisation occidentale. Tome 1 - Les Rythmes. Tome 2 - Les Rites; ouvrage précédé d'une lettre de Paul Valéry, Gallimard 1931.
  - Numărul de aur, Nemira, 2016, traducere și note de Adrian Pătrușcă, prefață de Basarab Nicolescu, într-un singur volum.
  - Il numero d'oro: riti e ritmi pitagorici nell'evoluzione  della civiltà occidentale, Arkeios, Roma, 2009,  traducere în limba italiană de Sebastiano Fusco.
  - Zlaté čislo, aneb, Jak pythagorovske rytmy a obràdy ovlivmily vývoj západni civilizace, Argo și Dokořán, Praha, 2008, traducere în limba cehă de Danuše Navrátilová.
  - Złota liczba. Rytualy y rytmu pitagorejskie w rozwoju cywilizacji zachodniej, postfață de Mircea Eliade, Universitas, Krakow, 2001, 2004, 2024, traducere în limba poloneză de  Ireneusz  Kania.
  - El número de oro: ritos y ritmos pitagóricos en el dessarollo de la civilización occidental, Buenos Aires, Poseidón, 1953, traducere in limba spaniolă de Juan Bosch Bousquet.
  - The Golden Number : Pythagorean Rites and Rhythms in the Development of Western Civilization, Rochester, Vermont, USA : Inner Traditions, 2016. Traducere de Jon E. Graham.
- Pluie d'etoiles, Gallimard, Paris 1933.
  - Again One Day, Methuen, London, 1936,  traducere în limba engleză de Maude Bigge.
  - Ploaie de stele,  Editura Curtea veche București 2007, traducere de Georgeta Filitti.
  - Pioggia di stelle, Atlantide, 2020, traducere în limba italiană de Maria Sole Iommi.
- Essai sur le rythme, Gallimard, Paris, 1938.
- A documented chronology of Roumanian history from pre-historic times to the present day, B. H. Blackwell Ltd., Oxford, 1941, translated from the french by Fernad G. Renier and Anne Cliff, Printed under the auspices of the National Committee of the Roumanian movement.
  - "O cronologie documentată a istoriei României, din timpurile preistorice până astăzi",  Editura de Vest, Timișoara, 2010, traducere de Georgeta Filitti.
- Tour d'horizon philosophique Gallimard,  Paris, 1946
- The Geometry of Art and Life, Sheed and Ward, NY, 1946, frecvente reeditări după 1977.
  - Ougonhi genron bi to inochi no kikagacu, Mareuzen Shuppan Publishing Co. Ltd., 2021, 978-4-621-30678-9, traducere în limba japoneză de  Paul Patrashcu, Koji Miyazaki.
  - Sheng ming yi ji he, Higher Education Press, 2014, traducere în limba chineză de  Liren Sheng.
- Sortilèges du verbe, Paris, Gallimard, 1949. Cu o prefață de Léon-Paul Fargue.
- Philosophie et mystique du nombre, Payot, 1952.
  - Matila C. Ghyka, Filosofia și mistica numărului, Editura Univers enciclopedic, București, 1998, traducere de Dumitru Purnichescu, postfață de Cornel Mihai Ionescu.
  - Matila Gika, Filozofia i mistika broja, Novisad, traducere în limba sârbă de Branimir Šešelja, 1987.
  - Matila C. Ghyka, Filosophia y mistica del numero, Argand del Rey, Barcelona, 1998, traducere în limba spaniolă de Roser Bredaguer Costa.
- A Practical Handbook of Geometrical Composition and Design, Transatlantic Arts, Alec Tiranti, London, 1956
- Couleur du monde: (vol. I, Escales de ma jeunesse, vol. II, Heureux qui comme Ulysse...), 1955 (vol.I), 1956 (vol.II),  Éditions Du vieux colombier, La Colombe, Paris.
  - The World Mine Oyster – The Memoirs of Matila Ghyka,  translated from the french by the author, Wiliam Heinemann, London, 1961,  prefață de Patrick Leigh Fermor, ediție engleză prescurtată.
  - Curcubeie – două volume, prefață de Patrick Leigh Fermor, Editura Curtea Veche, București, 2003, traducere din limba franceză de Georgeta Filitti.
  - Curcubeie,   Polirom, Iași, 2014, reeditarea volumelor de mai sus într-un singur volum.

### Traduceri efectuate de Matila Ghyka
- Martin P. Nilsson, Les Croyances religieuses de la Grèce antique, Payot, 1955
- Wegmann H., Le mystère de la vie, Payot, 1954
- Edgar Allan Poe, Le Sphinx et autres contes bizarres, traduit de l'anglais par Charles Baudelaire, Marie Bonaparte, Matila C. Ghyka et Maurice Sachs, Gallimard, 1934, préface de Paul Morand
- Edgar Allan Poe, Histoire: [Tales], traduit de l'anglaise par Marie Bonaparte, Matila C. Ghyka, Édition Rencontre, Lausanne, 1964, préface de Jacque Cabau
- Theodore Reik, Le masochisme, Payot, Paris, 1953
- Patrick Leigh Fermor, Les Violons de Saint-Jacques, Albin Michel, 1956

### Prefețe
- Theodore Koenig, Acrocites antiques, Reportage moyen age, Armand Henneuse Editeur, Les Ecrivains Reunis, Lyon, 1954.
- Albert A. Southwick, La Coordination, une application a l'architecture de la symetrie dynamique, Gallimard, Paris, 1939.

### Articole (selecție)
- Vision analogique et composition symphonique chez Mallarmé et chez Marcel Proust, La France Libre, nº 3, 1942, pp.386–390
- Tel qu'en eux-mêmes enfin, France libre, vol. X, nº 59, pp.393–399, Octombrie 1945.
- The Celto-Scythian-Siberian Animal Style and its Diffusion from China to Ireland', Gazette des Beaux Arts, 36,1949, pp. 201–212
- Frozen music, Horizon (A Review of literature and Art), vol.86, no,45, mar. 1943, pp.187–194
- Le Corbusier's Modulor and the Concept of the Golden Mean , The Architectural Review, 103, feb. 1948, pp.39–42, London
- Evocare a vechiului Borda, La France libre, 16 mar. 1943
- Gothic Canons of Architecture, The Burlington Magazine for Connoisseurs, vol. 86, no. 504, mar. 1945, pp.73–76

## Cronologie
- 1881, 13 septembrie – Matila Ghyka se naște la Iași
- 1891 – Pleacă la studii la Paris. Urmează timp de patru ani cursurile școlii Sainte Anne, trecând în fiecare an examenele liceale pentru doi ani. Trece de bunăvoie la catolicism.
- 1895 – Se înscrie la școala iezuiților din insula Jersey (aflată sub jurisdictia britanică), scoală pregătitoare pentru admiterea la Scoala Navală.
- 1897 – Se înscrie la Școala Navală din Brest, după ce a trecut examenele de admitere.
- 1899 – Termină Școala Navală și intră în marina franceză cu gradul de aspirant.
- 1900, vara – Demisionează din marina militară franceză.
- 1900 – Se angajează în marina militară română.
- 1904 – Se înscrie la École supérieure d'électricité din Paris.
- 1905 – Obține diploma de inginer electrotehnic.
- 1907 – Este avansat căpitan (locotent de vas). Participă la misiunea protocolară română în Persia.
- 1907 – Conduce grupul de 4 torpiloare fluviale de la Londra la Galați.
- 1909 – Obține diploma de doctor în drept, magna cum laude, la Universitatea Liberă din Bruxelles.
- 1909 – Reușește la examenul de admitere în corpul diplomatic.
- 1909, octombrie – Este numit atașat de legație (onorar) la Legația Română din Berlin.
- 1911 – Este numit secretar III la ambasada României de la Londra.
- 1911 – După încoronarea regelui George V (22 iunie) începe o călătorie în jurul lumii, cu o durată cam de o jumătate de an.
- 1916 – Participă la operațiile militare ale Primului Război Mondial.
- 1917 iunie – Este numit atașat militar adjunct și atașat naval la Londra, dupa ce fusese avansat la gradul de locotent-comandor (căpitan de corvetă în nomenclatura franceză), corespunzătoare gradului de maior din trupele de uscat.
- 1918 noiembrie 27 – Se căsătorește la Londra cu Eileen O’Conor.
- 1918 decembrie – Este în concediu timp de o lună la Paris.
- 1919, ianuarie – Este numit, prin detașare, șase luni atașat de legație la Roma.
- 1919 vara – Este remobilizat în cadrele active ale marinei și detașat ceva mai mult de două luni în America în calitate de comisar pentru problemele emigrației românești.
- 1920 august 3 – Se naște Maureen Rose Fearga Ghyka.
- 1921 – Este numit atașat de legație, avansat apoi prim-secretar la ambasada de la Madrid.
- 1922 iunie – Rechemat în țară, pentru reducerea cheltuielilor bugetare.
- 1924 – Este numit consilier de legație la Varșovia.
- 1923, decembrie 21 – Se naște, în Franța, la Dinard, Roderick Ghyka (în memorii, se indică anul 1924, dar actul oficial și  anunțurile din presă indică anul 1923).
- 1925 – Este pus în disponibilitate, la cerere.
- 1927 – Apare Estetica proporțiilor la Gallimard, fiind primul autor român editat de această casă de editură.
- 1928 – Este numit consilier al delegației române (delegat-ajutor) la Comisia Dunării.
- 1930 iunie – Îl cunoaște pe Nae Ionescu la monseniorul Vladimir Ghika
- 1931 – Este numit ministru plenipotențiar in tările nordice, cu resedința la Stockholm, unde va fi în post doi ani de zile.
- 1931 – Apare la Paris Le nombre d'or. Rites et rythmes pytagoriciens dans le developpement de la civilisation occidentale. Précédé d'une lettre de Paul Valery. Alte ediții în 1959, 1997
- 1933 – Apare la Paris romanul său  Pluie d'Etoiles, pentru care primește premiul Rester jeunes.
- 1936 – Romanul este tradus în limba engleză, cunoscând mai multe ediții, ca și originalul de altfel.
- 1936 – Apare traducerea in limba rusă a Esteticii proporțiilor.
- 1936 – Este numit adjunct al ministrului plenipotențiar la Curtea Saint James, Londra.
- 1938 – Apare la Gallimard Eseu asupra ritmului, bazat pe cercetăriile proprii și pe cele ale lui Pius Servien.
- 1939 – Apare primul număr al revistei Simetria unde este cofondator alături de G.M Cantacuzino, Octav Doicescu și Paul Emil Miclescu. Ulterior în colegiul de redacție vor intra personalitați de prestigiu ale culturii române.
- 1940, septembrie – Își dă demisia din Ministerului Afacerilor Străine (la a doua plecare a regelui Carol) ca protest împotriva orientării pro-germane a politicii României, dar nu numai, împreuna cu alți membri ai ambasadei.
- 1940 – Este ales vicepreședinte al Comitetului Național Român, una din cele două organizații ale emigrației române din Anglia.
- 1940 – Începe redactarea memoriilor sale.
- 1945 – Este Visiting Profesor la University of Southern California în Statele Unite.
- 1946 – Apare la editura Sheed and Ward, The Geometry of Art and Life, prima sa lucrare scrisă direct în limba engleză. Aici introduce conceptul de "demiregular tilings", fiind o lucrare clasică în matematica figurilor geometrice gen pavaje, pavare a unei suprafețe cu figuri geometrice regulate, fără a lăsa locuri goale între ele (problema se extinde și la volume, și aici are Matila Ghyka o contribuție, înregistrată ca atare la Palatul descoperirilor din Paris). Probabil că de aici și calificativul de polymath, adică de matematician multivalent. Lucrarea circulă și astăzi, reeditată curent la Dover Publications, fiind punct de pornire pentru multe cercetări și teze de doctorat, în matematică, dar și în estetică.
- 1947 – Este Visiting Profesor la Universitatea Mary Washington din Frederickburg, Virginia.
- 1947 – Apare ultimul număr din revista Simetria.
- 1950 – Se retrage din activitatea didactică desfășurată în SUA.
- 1952 – Încheie redactarea memoriilor sale.
- 1952 - Apare la Payot Philosophie et mystique du nombre.
- 1953 – Apare Estetica proporțiilor în limba spaniolă, Estetica de las Proporciones.
- 1955 – Apare în limba franceză primul din cele două volume ale memoriilor sale.
- 1956 – Apare al doilea volum din memoriile sale.
- 1956 – Apare în limba spaniolă traducerea primului său volum, El numero de oro.
- 1961 – Apare traducerea prescurtată a memoriilor sale în limba engleză, efectuată de el însuși, sub titlul The World Mine Oyster.
- 1963, 10 februarie – Moare Eileen Ghyka, soția lui Matila Ghyka.
- 1965, 14 iulie – Matila Ghyka moare la Londra.